# 唱剧
唱剧是一种以盘索里为基础结合西洋舞台剧形成的朝鲜半岛传统戏剧，出现于20世纪初:130。唱剧是韩国的国剧，主要由韩国国立唱剧团公演:125。
“唱剧”一词的“唱”意为“歌”，即“盘索里”，“剧”指的是“演剧”。唱剧因此也可以说成是“盘索里剧”:124。与由一名唱者单独、完整演唱的盘索里不同，唱剧是由许多声乐家在舞台上出演不同角色公演的。唱剧的音乐伴奏也不再是盘索里的一名鼓手，而是由管弦乐团来伴奏:130。

## 历史
唱剧的形成是与西洋式室内剧场协律社的建设开始的。为适应协律社的室内剧场，盘索里由原来唱者和鼓手在户外露天公演转变为市内布置舞台分配角色多名演员一起登场演出的唱剧。首部唱剧是1902年秋为庆祝高宗即位40周年而创作的《春香传》。金昌焕请来了各地的名唱，不过该剧被两次延期后，最终没能公演:297。1903年秋，姜龙焕在协律社首演《春香传》对话唱:97。由于当时国内外的形势，1902年建成的协律社，四年后就关闭了。在协律社关闭两年后的1908年，朝鲜民间资本在协律社旧址创办圆觉社。姜龙焕和金昌焕开始活跃在圆觉社，使盘索里出现了配角和分唱:97。
日本吞并朝鲜半岛后，唱剧经历了20多年的沉默期。1933年，朝鲜声乐研究会成立后，开始开展以“唱剧的创立和后辈的培养”为目的活动。唱剧开始与盘索里加以区分:97。1945年，日本无条件投降后，咸和镇、朴宪凤主导建立国乐建设本部，后更名为国乐院。1946年及其后，该院表演了《大春香传》及《大沈清传》、《兴夫传》、《蔷花红莲传》等一系列唱剧剧目。1948年，女性国乐同好会首次演出《獄中花》，此后至1950年代末，女性唱剧达到高潮。
1962年，韩国成立了国立唱剧团，在唱剧的表演与舞美方面不断创新，并编创了一些新剧目。

## 特点
唱剧的特点是将说唱与舞台相结合。朝鲜传统上并没有西方式的“舞台”。此种“舞台”传入朝鲜后，为朝鲜传统艺术盘索里提供了新的演出场所。由于过去盘索里主要在街头、集市等处撂地演出，所以演员很重视即兴表演和与观众的随时直接交流。在舞台出现后，舞台与观众席之间的区隔形成，过去演员、观众相互渗透的局面受到一定限制。唱剧正是在这一背景下，为适应舞台表演而对盘索里进行的一种改革创新。 
唱剧一般只表演戏剧的一部分。而完板唱剧长度较长，但将戏剧的全部内容都表演出来。最为著名的完板唱剧有《春香传》等。